# Can Serratacó (la Garriga)
Can Serratacó és una obra del municipi de la Garriga (Vallès Oriental) inclosa en l'Inventari del Patrimoni Arquitectònic de Catalunya.

## Descripció
Casa unifamiliar entre parets mitgeres. Consta de planta baixa, pis i golfes. El portal d'entrada és de pedra amb arc de mig punt adovellat. Les obertures de la planta pis són rectangulars i formen balcons, la llinda és de pedra. Les obertures de les golfes són de reduïdes dimensions, rectangulars. La coberta és a dues vessants.